# Canadian Forces Base Winnipeg

i7
i11
i13
Canadian Forces Base Winnipeg (CFB Winnipeg) (IATA-Code: YWG, ICAO-Code: CYWG) ist ein kanadischer Flughafenstützpunkt in der Nähe von Winnipeg, Manitoba, Kanada. Der Stützpunkt befindet sich im militärischen Bereich des zivilen James Armstrong Richardson International Airports. Auf dem CFB Winnipeg sind mehrere Flugunterstützungseinheiten sowie Ausbildungseinrichtungen angesiedelt. Das Hauptgeschwader bildet jedoch das 17 Wing Winnipeg, der Royal Canadian Air Force. Auf dem Stützpunkt sind 3.600 militärisches sowie ca. 700 ziviles Personal beschäftigt.
Eines der Gebäude auf dem Stützpunkt ist das Billy Bishop Building, welches den Hauptstandort der 1 Canadian Air Division (1CAD) sowie das Hauptquartier des Canadian North American Aerospace Defense Command (NORAD) beherbergt.

## Geschichte
Die Bauarbeiten für den Stützpunkt wurde durch das Federal Government's Canadian Air Board 1922 eingeläutet. Der Bau des Stützpunktes betrug drei Jahre und wurde 1925 eröffnet. Der Stützpunkt wurde umgehend durch die neugegründeten Royal Canadian Air Force in RCAF Station Winnipeg benannt.
Anfänglich diente der Stützpunkt als Winterquartier für die Einheiten, die in Manitoba stationiert wurden. Während des Zweiten Weltkriegs diente der Stützpunkt als ein wichtiges Ausbildungs- und Trainingszentrum nach dem British Commonwealth Air Training Plan (BCATP). Während der Zeit wurden über 130.000 Soldaten in verschiedenen Aufgabenbereichen ausgebildet. Zu denen zählten Piloten, Navigatoren und Funker. Des Weiteren diente der Stützpunkt als wichtiges Reparaturzentrum der Maschinen.
Nach dem Krieg diente der Stützpunkt weiterhin als Schulungs- und Ausbildungszentrum für Verbündete. Nach der militärischen Umstrukturierung der Streitkräfte wurde der Stützpunkt 1968 in CFB Winnipeg umbenannt.

## Stationierte Einheiten
Auf dem Stützpunkt sind u. a. folgende Einheiten stationiert:
- 1 Canadian Air Division Headquarters
- 2 Canadian Air Division Headquarters
- Canadian Forces School of Survival and Aeromedical Training (CFSSAT)
- RCAF Barker College (ehemals Canadian Forces School of Aerospace Studies (CFSAS))
- 17 Wing Winnipeg

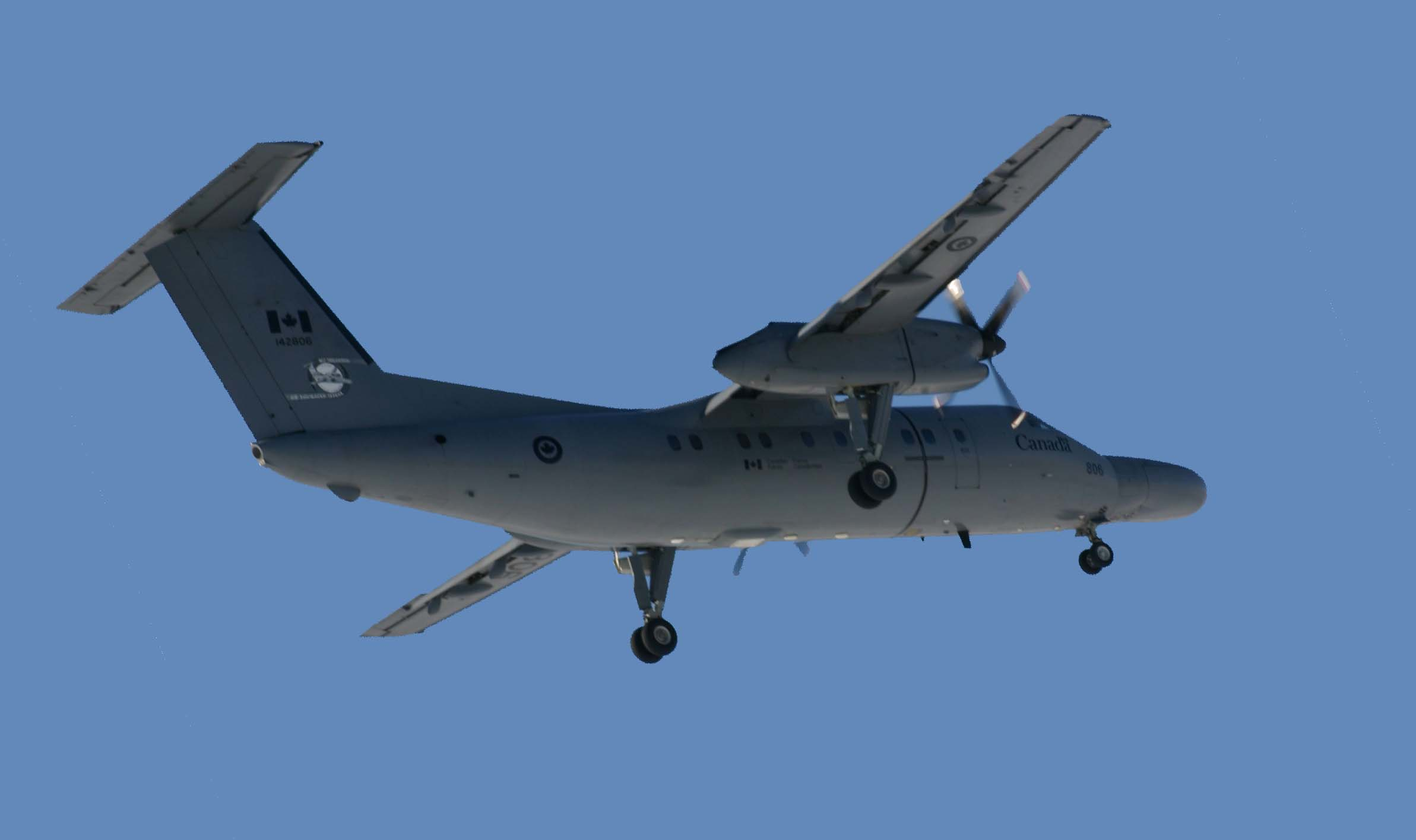
CT-142 Dash-8 Gonzo of 402 Squadron

Auf der Basis sind zurzeit folgende Staffeln stationiert:
- 402 Squadron City of Winnipeg, 4 Maschinen des Typs De Havilland CT-142 DHC-8